# Addax
Addax nasomaculatus
Pour les articles homonymes, voir Addax (homonymie).
Genre
Espèce
Statut de conservation UICN

CRA2cd; C1+2a(ii) : 
En danger critique
Statut CITES
Répartition géographique
L'addax (Addax nasomaculatus) ou antilope à nez tacheté, est une espèce d'antilopes d'un genre monospécifique Addax et appartenant à la famille des Bovidés. 
C'est une espèce endémique de l'Afrique, quasiment éteinte à l'état sauvage (trois spécimens recensés en mai 2016) et qui vivait dans plusieurs différentes régions isolées du Sahara. C'est l’antilope la plus adaptée aux déserts car elle est capable de s’adapter et d'habiter dans des endroits extrêmement arides,.

## Répartition géographique
Addax nasomaculatus est une espèce endémique de l'Afrique, dans la partie Nord de l'Afrique, la partie saharienne.
Menacée d'extinction, l'Addax fait l'objet d'un large programme de réintroduction dans le Sud du Maroc aux côtés de nombreuses autres espèces en voie d'extinction.

## Habitat
C'est une espèce qui peuple les déserts et savanes arides de son aire de répartition, elle vit uniquement dans les déserts et les semi-déserts (là ou il y a du sable).

## Morphologie

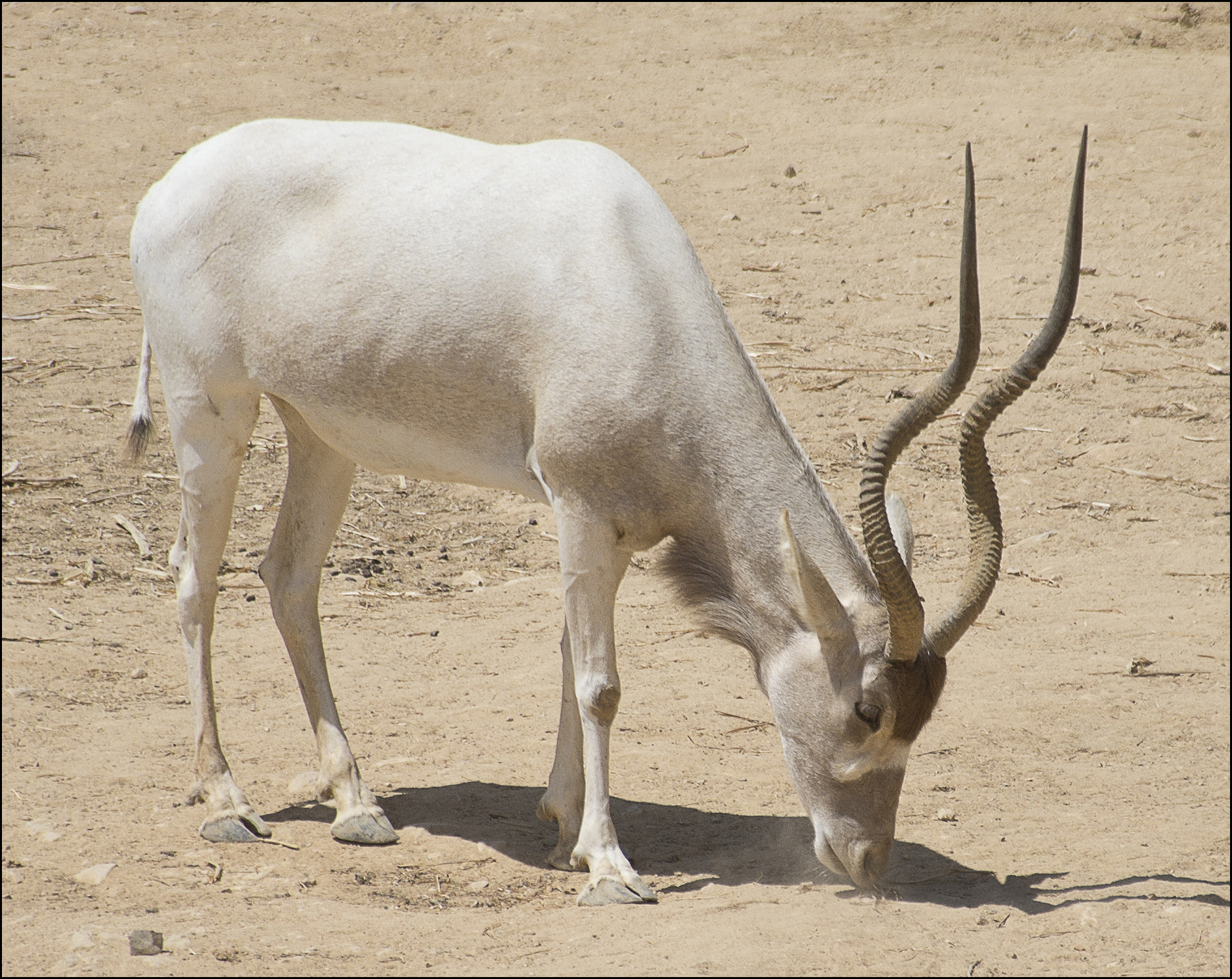
Addax, Zoo biblique de Jérusalem, Israël.

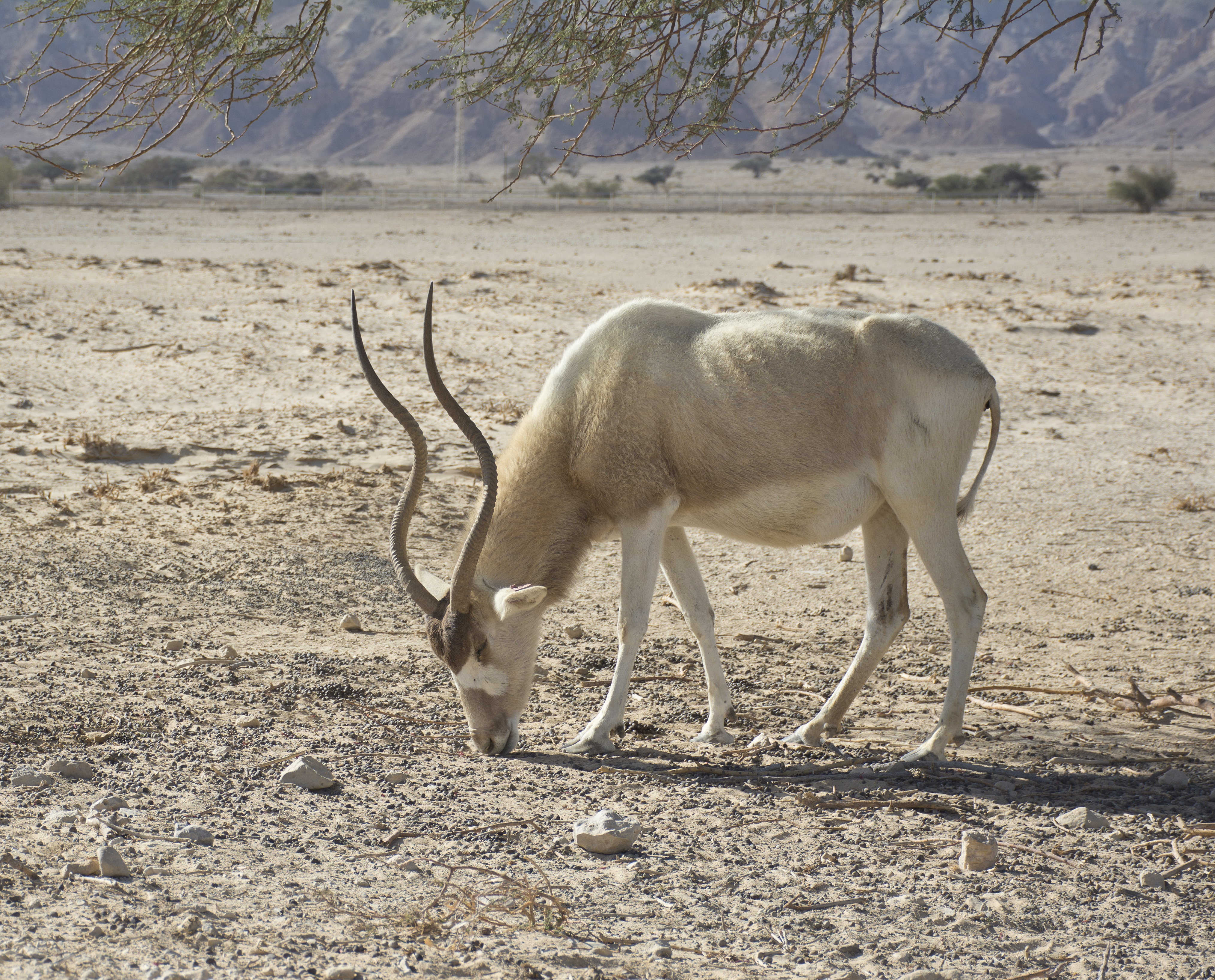
Addax, Israël.

Les addax adultes mesurent de 95 à 115 cm, 130 à 170 cm de longueur et pèsent de 70 à 150 kilogrammes selon les individus et leurs milieux. (les plus gros étant en captivité) Les mâles sont plus grands et plus forts que les femelles. C'est une espèce de couleur blanche à jaunâtre, la tête est légèrement plus foncée, avec une tache de poils bruns qui couvre le front et deux taches blanches sous les yeux. Les cornes annelées sont gracieuses, et ont la même forme chez les deux sexes, elles possèdent deux torsions et peuvent atteindre de 55 à 80 centimètres pour les femelles, contre 70 à 110 cm (90 en moyenne) pour les mâles (exactement de même taille selon MNHN information public du Parc Zoologique de Paris (11/2014)). Les sabots sont larges pour pouvoir courir facilement sur le sable, mais il n'est pas endurant à la course à cause de ses très faibles ressources en eau et en nourriture. Il est plutôt orienté sur l'économie d'énergie.

## Comportement
Les addax sont nocturnes, crépusculaire, ils dorment le jour dans des cuvettes qu'ils creusent eux-mêmes dans le sable, pour avoir de l'ombre et être abrités du vent. Ces animaux nomades errent sur de longues distances à la recherche de leur nourriture, bien qu'ils aient une marche lente. Ils ont la faculté, tout comme l'oryx, de repérer les pluies à une distance de 200 à 400 kilomètres. Les troupeaux d'addax sont mixtes et comptent environ une dizaine de têtes ou moins (20 selon MNHN Parc Zoologique de Paris). Les addax ont une structure sociale forte, fondée probablement sur l'âge, et leur fort taux de consanguinité, les troupeaux semblent être menés par le mâle le plus âgé. C'est une espèce très farouche et particulièrement sensible à l'humidité. En effet, elle n'a besoin que de très peu d'eau et d'humidité pour survivre (20 % lui suffisent amplement). Au-delà de 50 %, elle devient vulnérable comme toutes les espèces des milieux désertiques à un parasite présent dans l'eau et qui lui est fatal à long terme. Les addax peuvent supporter des températures allant de - 18° au minimum en hiver et jusqu'à 58 degrés au maximum en été (climat en désert saharien).

## Régime alimentaire
L'antilope à nez tacheté est une espèce herbivore, se nourrissant de plantes herbacées, de feuilles d'arbrisseau, de fruits, racines. Ils boivent très peu, ils trouvent l'eau dont ils ont besoin dans leur nourriture. Ils peuvent se passer d'eau pendant plusieurs mois, au maximum une année.

## Reproduction
- Portée : 1 petit.
- Gestation : 10 mois (9 mois selon MNHN Parc Zoologique de Paris) et 260 jours à l'état sauvage.
- Longévité : jusqu’à 28 ans en captivité.

## Prédateurs
L'addax a pour prédateur les hommes, lions, léopards et hyènes. Néanmoins les addax sont pourvus de moyens de défense et comme l'oryx, ils vivent en groupe, courent très vite en cas de nécessité et se servent très bien de leurs cornes pour se défendre contre les carnivores. 
Cependant avec une population réduite à pas plus de 300 spécimens et ne se déplaçant plus en groupe d'une vingtaine de spécimens, il arrive de plus en plus fréquemment de croiser des spécimens isolés.

## Conservation

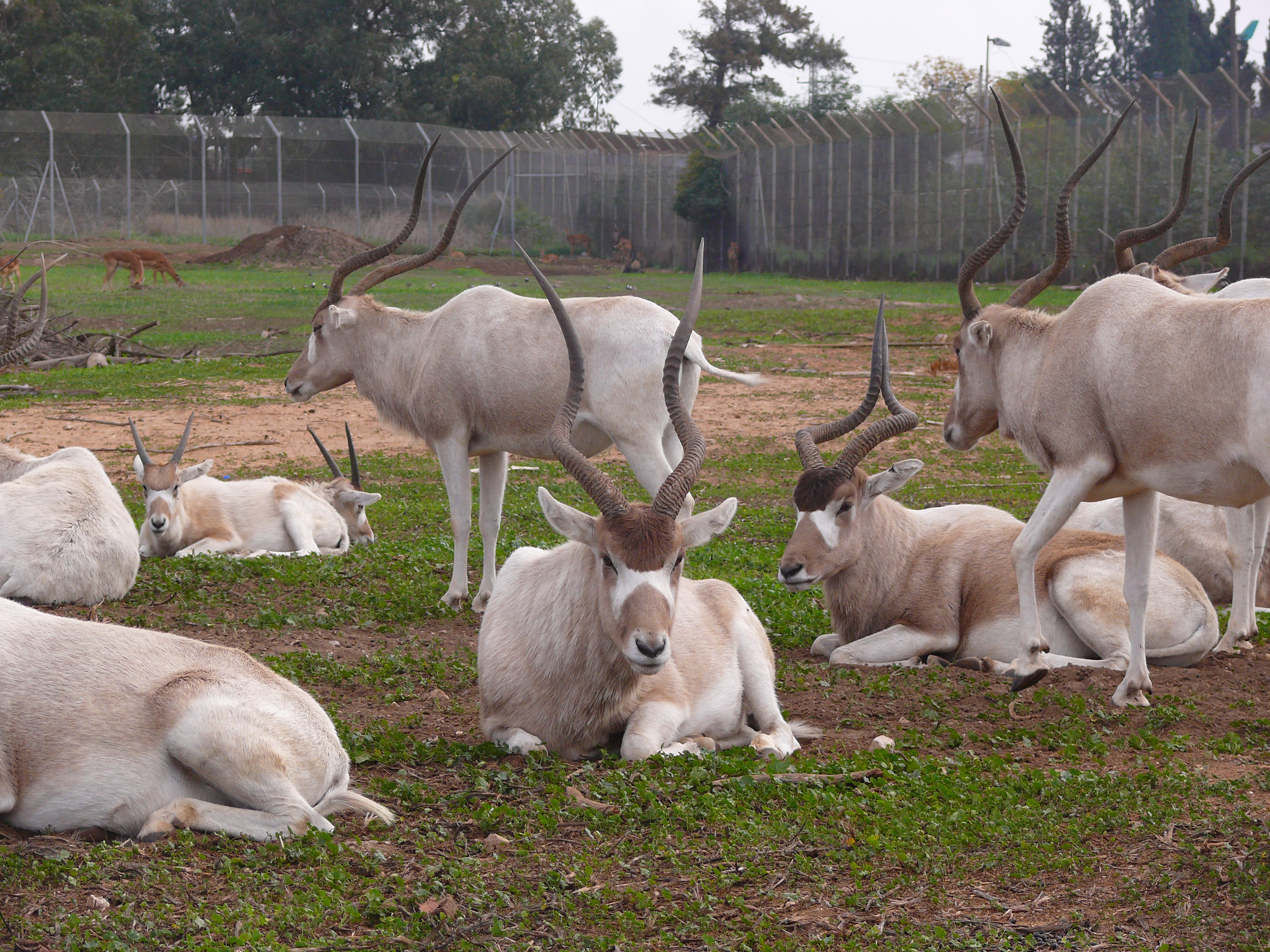
Addax au Ramat Gan Safari.

L'addax est très farouche, mais facile à chasser, il en fut victime et est désormais classé par l'UICN comme une espèce en danger critique d'extinction (environ 200 individus en 1998, et moins de 300 en 2008). Il fait l'objet d'un élevage conservatoire au zoo de Hanovre (Allemagne), dans le but de le réintroduire dans son milieu naturel. Cette espèce a été importée dans les zoos en Europe et en Amérique du Nord pour des missions de sauvegarde qui semblent réussir.
Le 6 mai 2016, l'UICN annonce l'extinction imminente de l'addax à l'état sauvage, leur nombre n'étant plus que de 3.

## Parc zoologique de Paris
Le parc zoologique de Paris détient un petit troupeau d'Addax nasomaculatus (environ six individus) qui sont présentés au public, facilement observables lors de la promenade du zoo. Ils sont maintenus dans la "zone Afrique" dans un grand enclos. Ce dernier est donc sableux et "désertique", pour le plaisir de ses pensionnaires. Ils ne sont pas du tout farouches et se laissent aisément observer par le public.
Le Jardin Zoologique de Rabat (Maroc) détient une trentaine d'Addax qui sont présentés au public dans une grande exposition.

## Philatélie
Timbre du Burundi de 1975 valeur faciale 1 F, Y&T no 645.

## Galerie

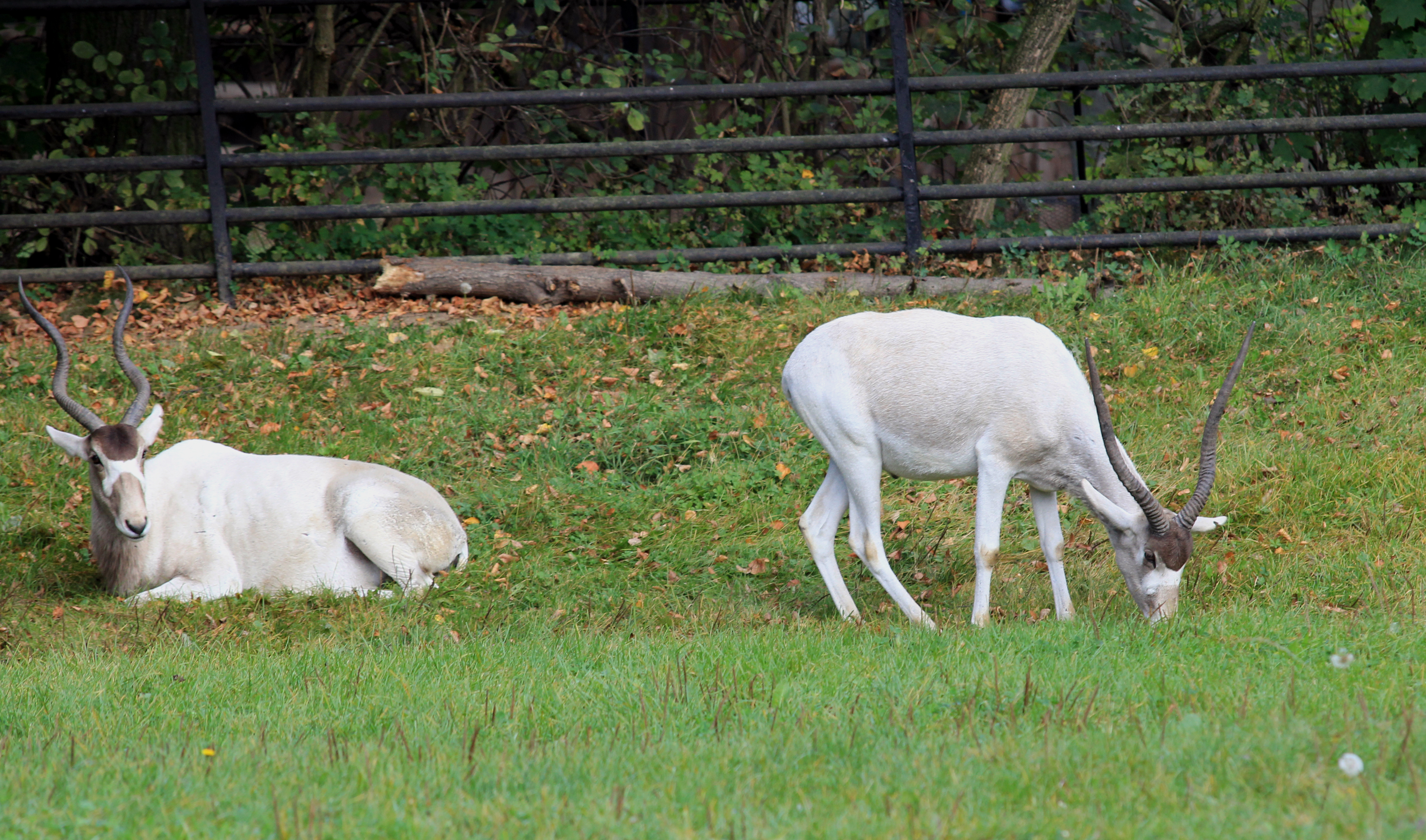
Au zoo de Prague.
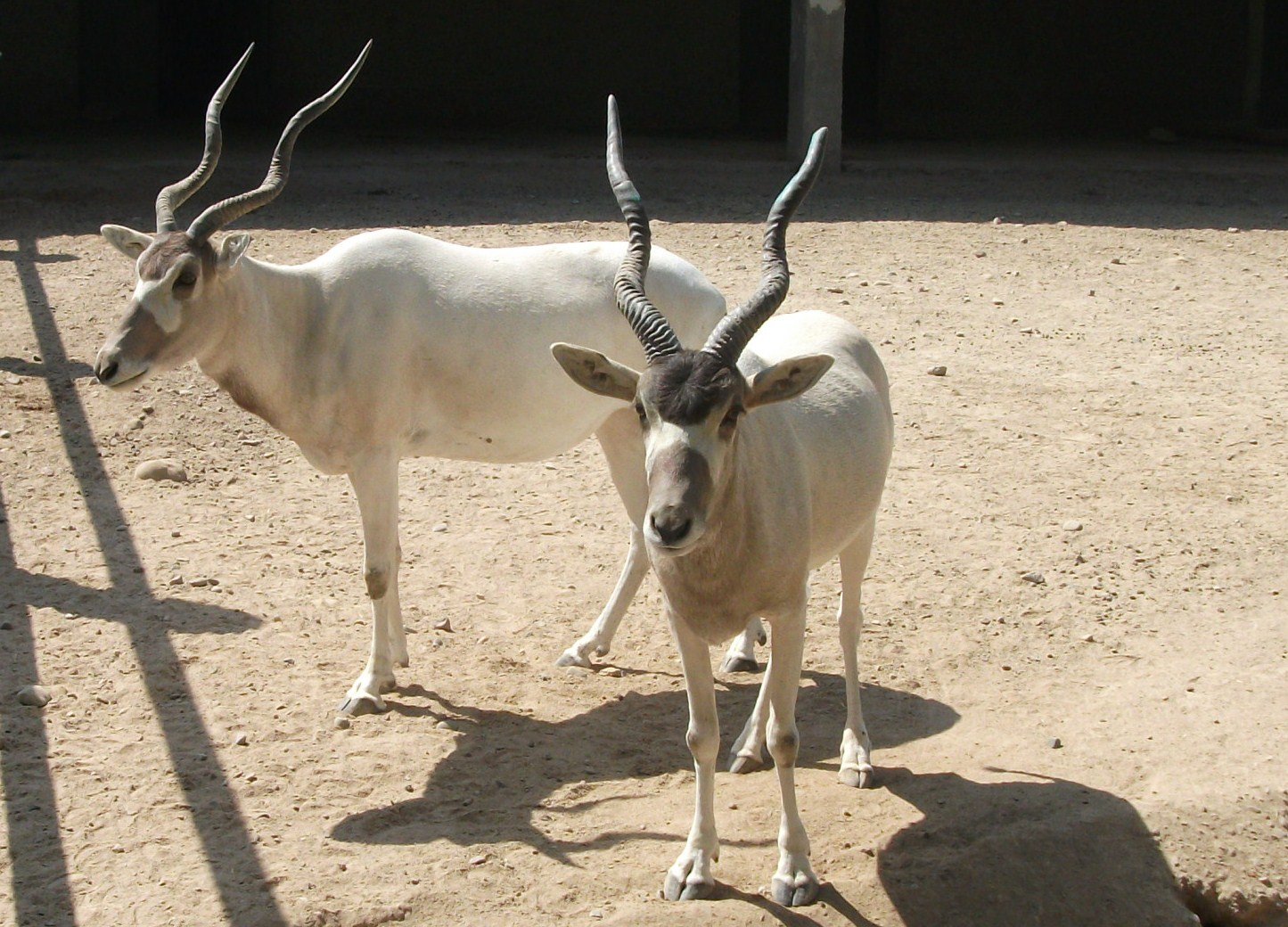
Au parc zoologique de Tachkent.
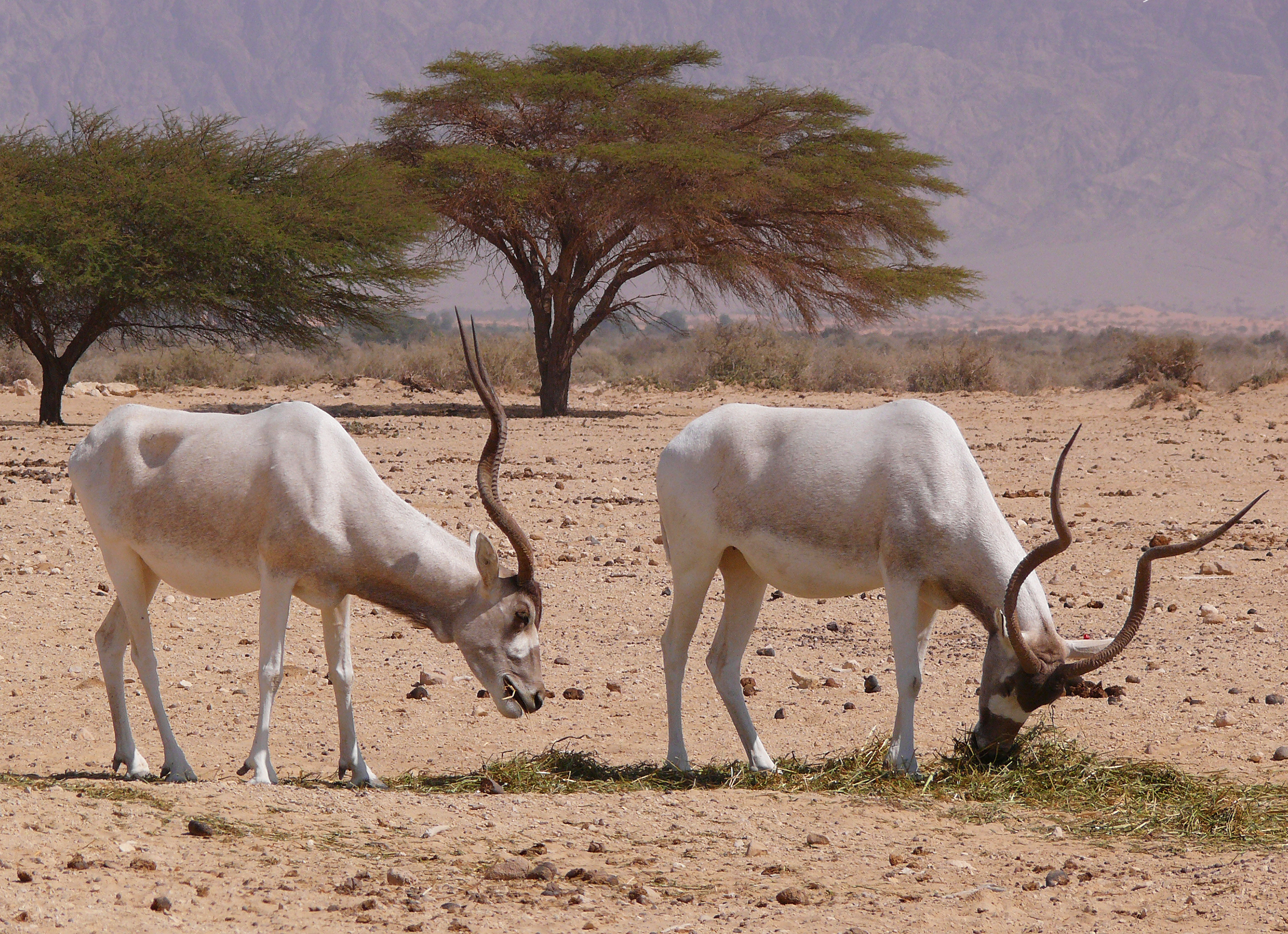
Addax dans la réserve de Hai Bar (Israël).
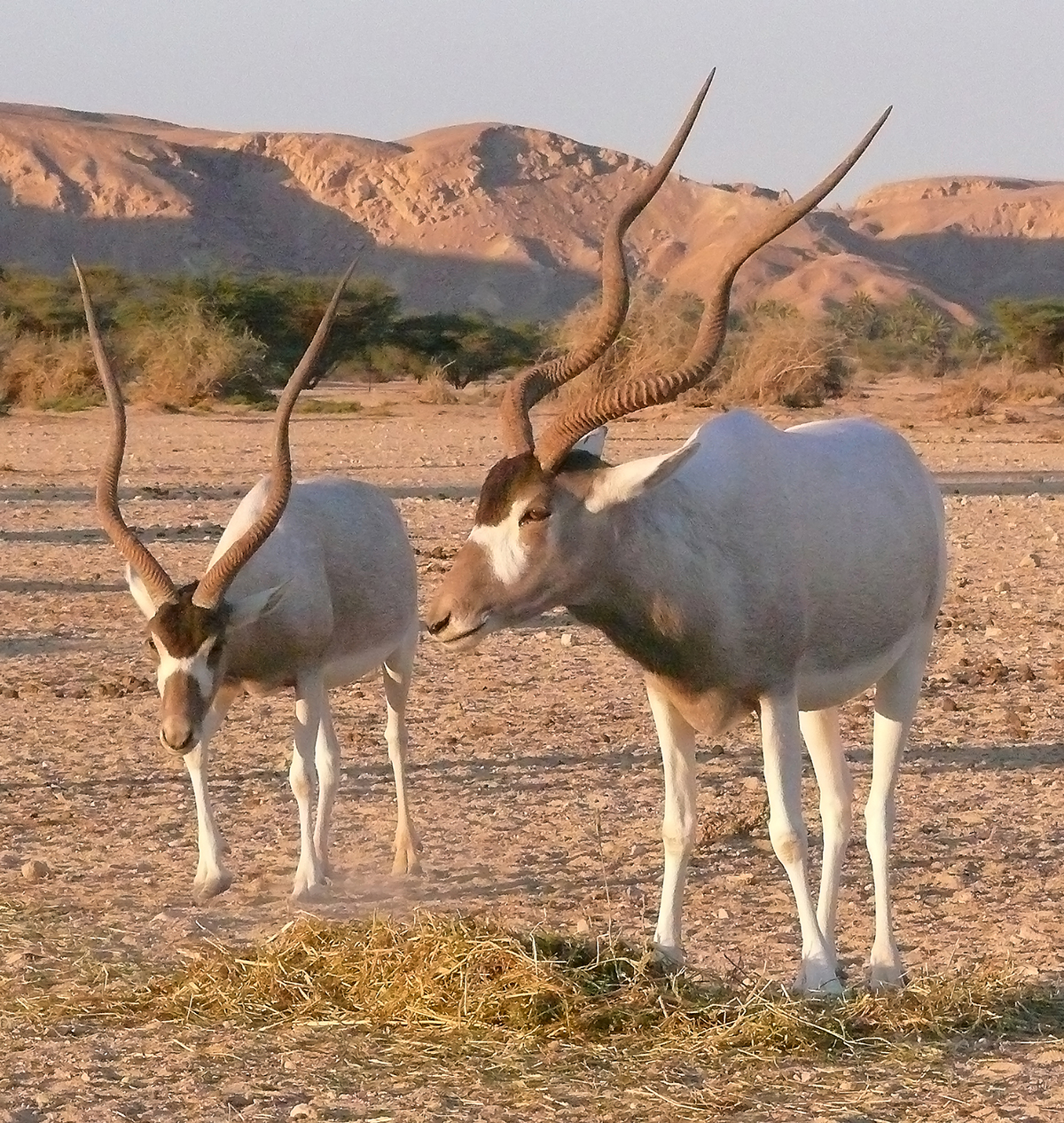
Addax dans la réserve de Hai Bar (Israël).
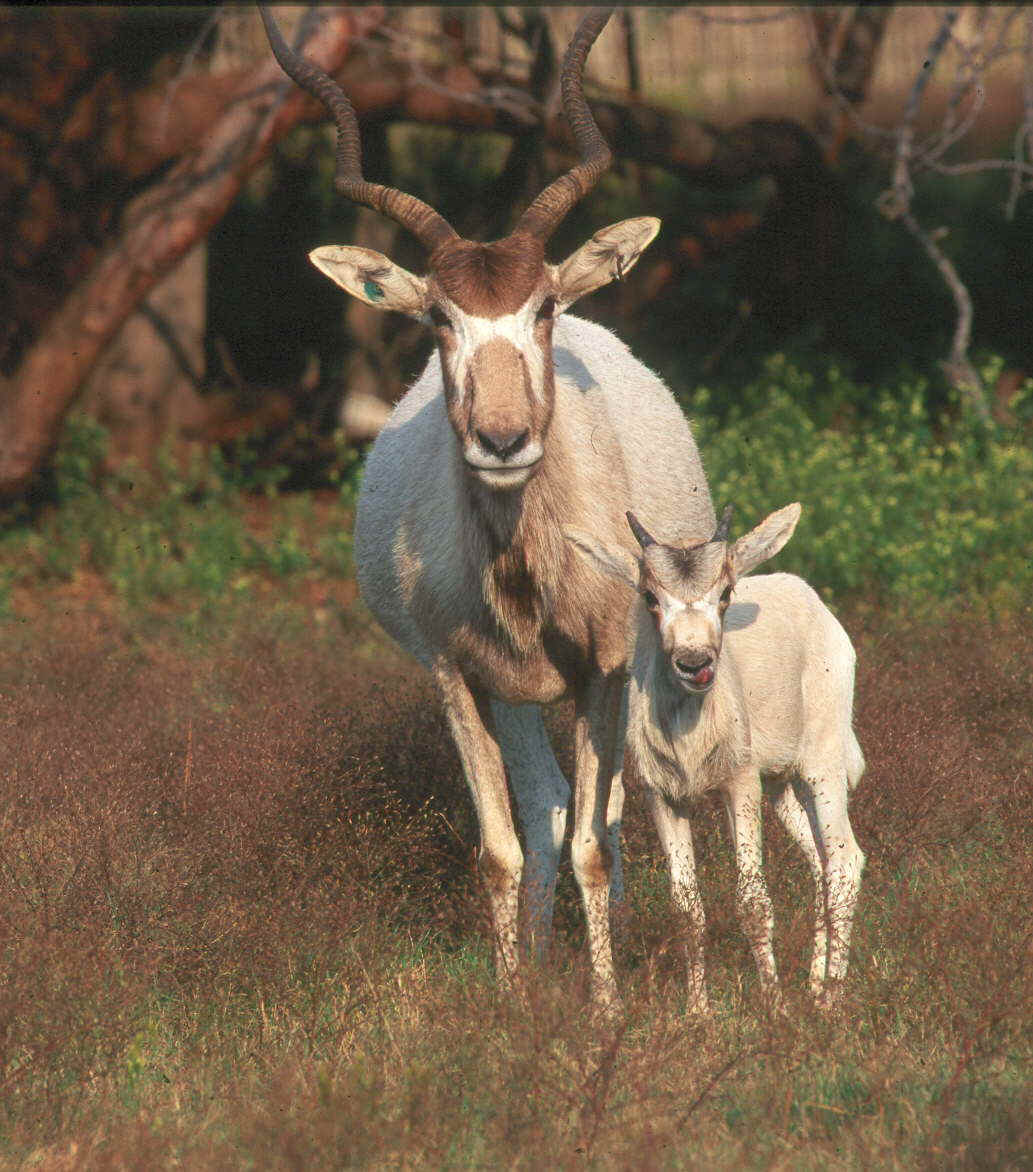
Femelle avec jeune.

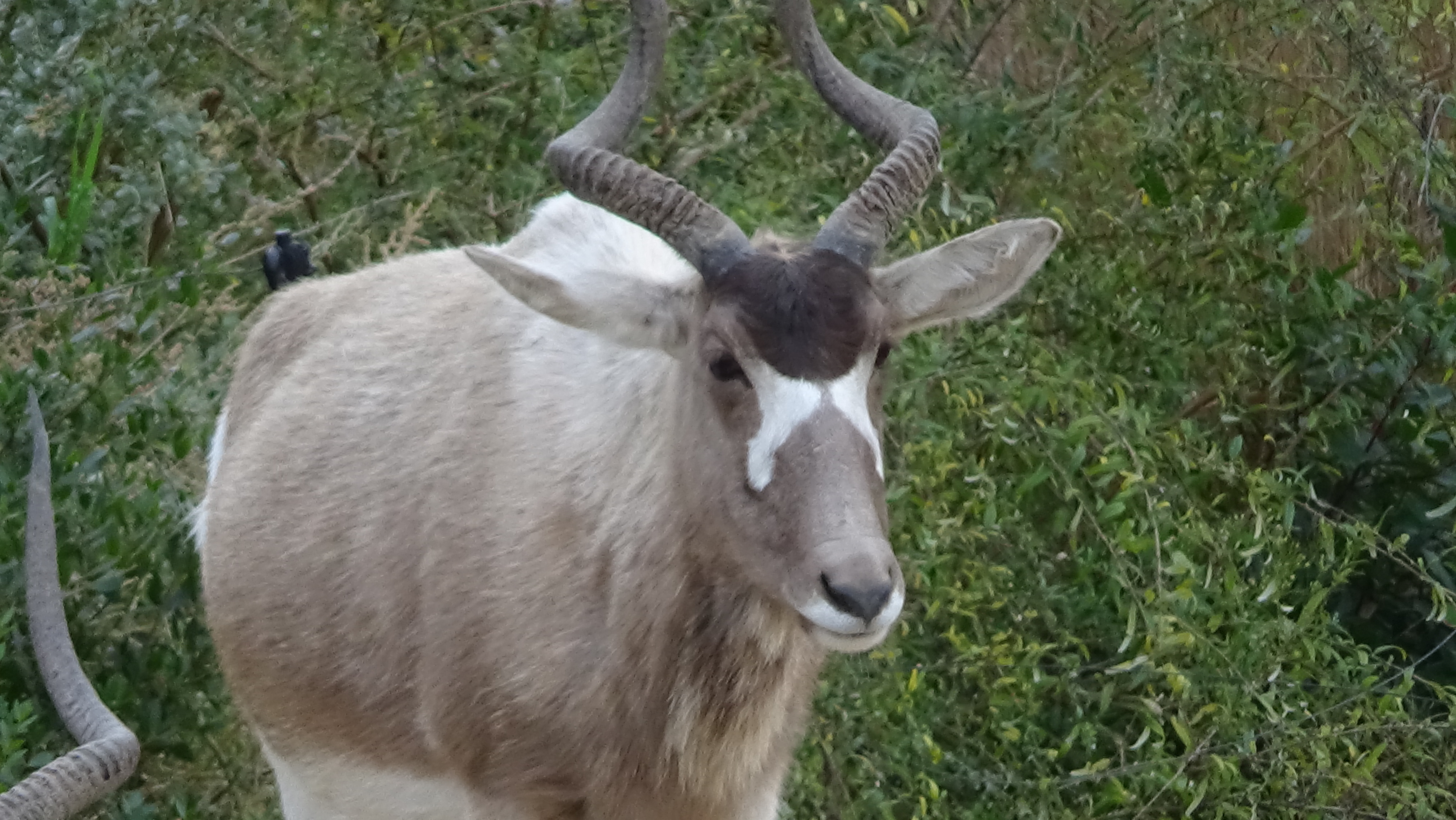
Gros plan.
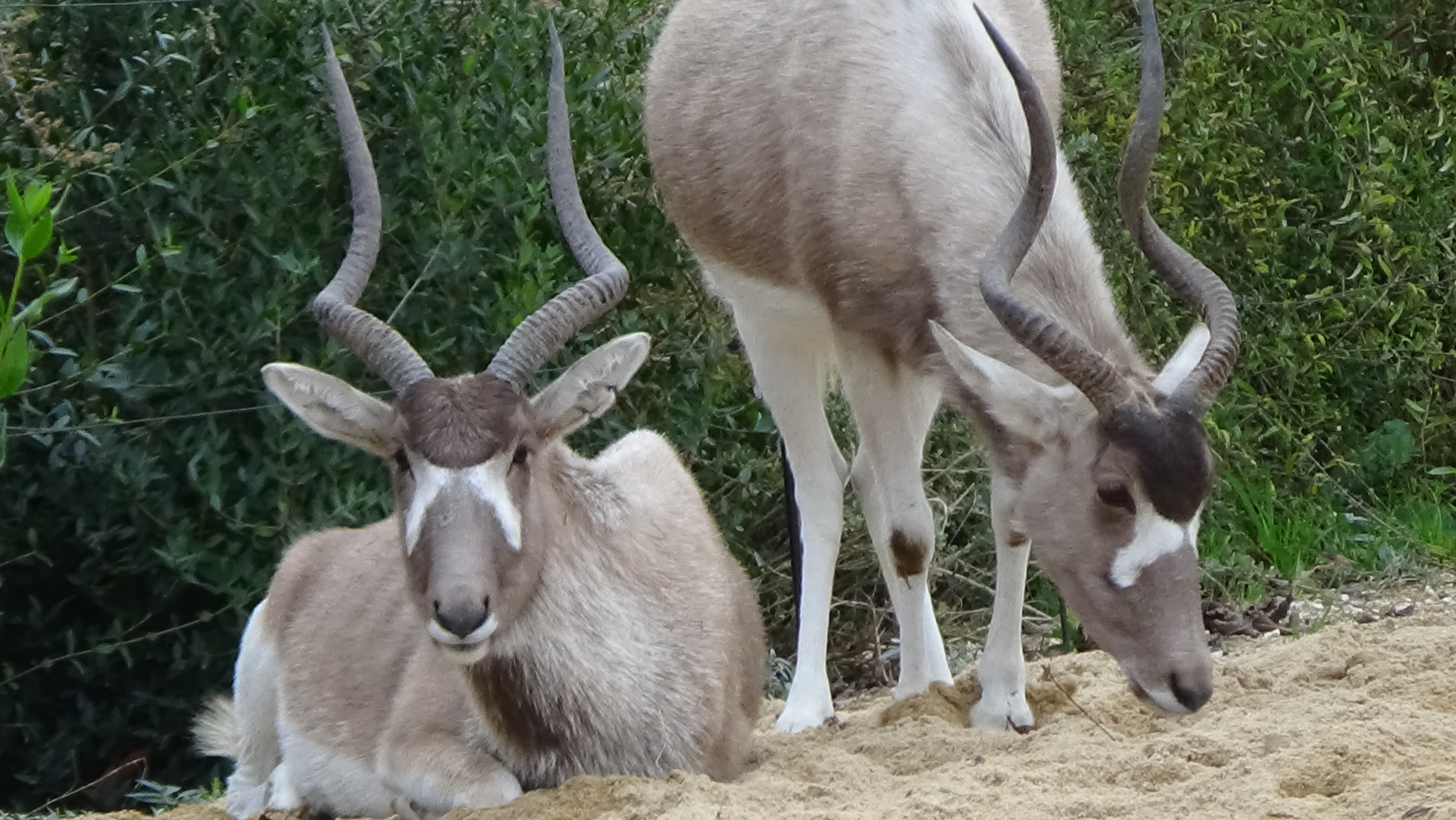
Troupeau au parc zoologique de Paris.
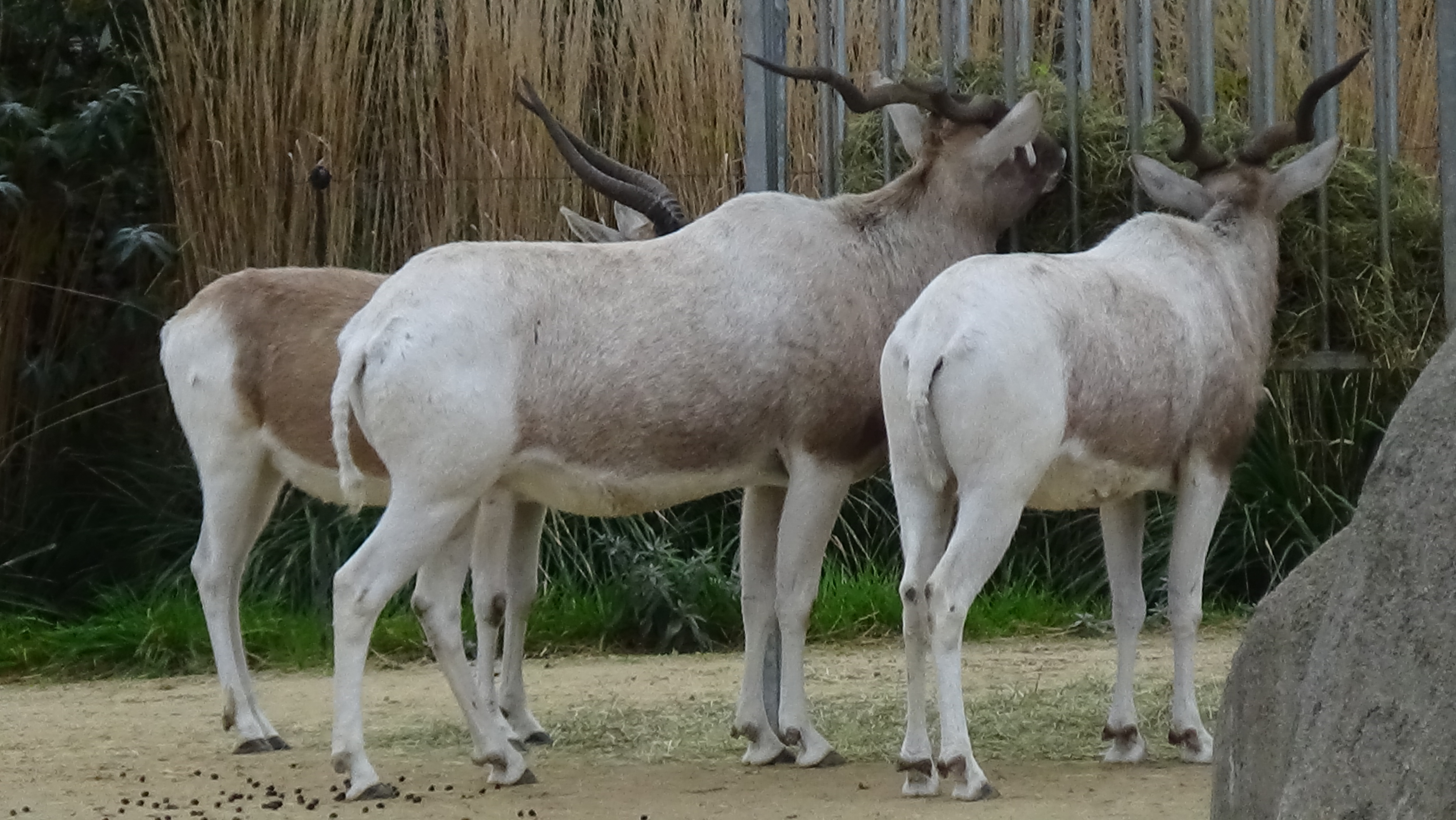
Au parc zoologique de Paris.
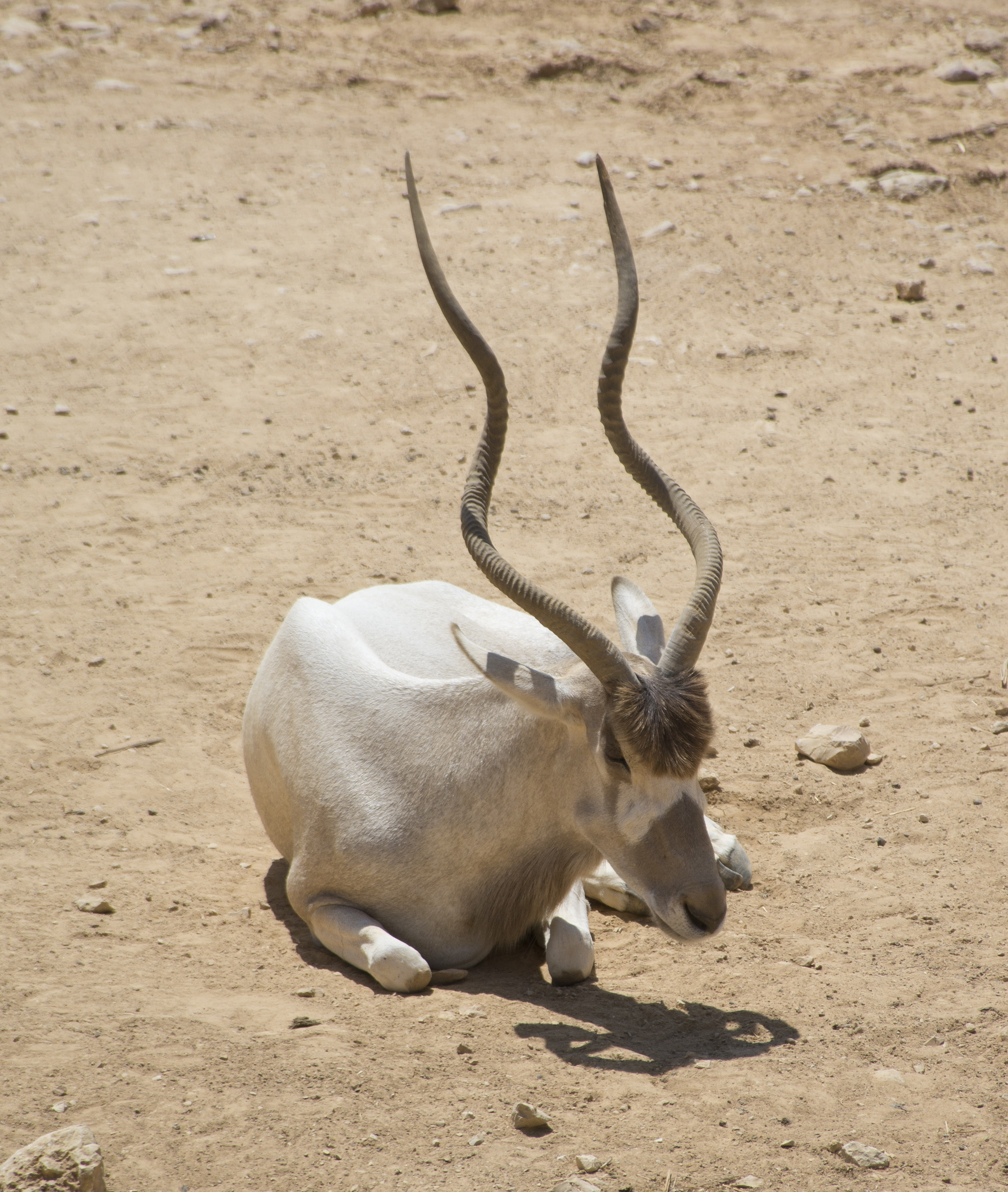
Addax au zoo biblique de Jérusalem (Israël).